# オールド・ボスニアン＝クロアチアン・サイトハウンド
オールド・ボスニアン-クロアチアン・サイトハウンド（英：Old Bosnian-Croatian Sighthound）は、ボスニア及びクロアチア原産のサイトハウンド犬種のひとつである。別名はオールド・ボスニアン・サイトハウンド（英：Old Bosnian Sighthound）、オールド・クロアチアン・サイトハウンド（英：Old Croatian Sighthound）、スタロフルヴァツキ・フルト（Starohrvatski Hrt）。
暫定正式犬種名に2国の名が入り、ハイフンでつながれているのは原産地所属に関するいざこざを防止するための処置によるものである。本来の原産地は旧ユーゴスラビアのボスニアとクロアチアの国境地帯付近である。

## 歴史
西暦700年には既に犬種として存在していた古代犬種のひとつである。生い立ちに関してはほとんど解明されておらず、現在も謎のままになっている。
主にノウサギ、キツネ、イノシシなどを狩るのに用いられた。ノウサギとキツネは単独で、イノシシはパックを組んで狩猟を行った。視覚で獲物を捜索し、サイトハウンドの持ち味である俊足で一気に加速して獲物を仕留めた。獲物がイノシシの場合は相手を撹乱させたりして弱らせてから噛み留めを行い、主人に銃などで仕留めてもらった。
歴史のある犬種ではあるが、二度の世界大戦とユーゴスラビア紛争による戦禍を大きく被り、壊滅的なダメージを受け大半の犬が命を落とした。以後遺伝子プールの閉塞を防ぐために時々イングリッシュ・グレイハウンドの血を借りながら細々と生き続けてきたが、近年更に頭数が減少し、絶滅の危機に瀕している。原産地では貴重な古代犬種ということもあって熱心な保存活動が続けられてきたが、資金難や頭数の激減などにより、大きな保存活動は1993年以降行われていない。2007年の時点で生存している頭数は僅か10〜20頭と言われており、現在世界中で最も絶滅の危険性が高い犬種にも指定されている。熱心な愛好家によって全個体が保護され繁殖が継続されているが、本種を絶滅の危機から救うには更なる愛好家やブリーダーの手が切に必要とされている。
尚、本種は19世紀ごろにボスニアン・ラフヘアード・ハウンドという犬種の作出にも用いられた。この犬種も非常に頭数が少なく、本種の血を継ぐ犬種も希少で絶滅と常に隣り合わせの状態で今日まで生存してきている。

## 特徴
筋肉質で引き締まった体つきのサイトハウンドで、他種のサイトハウンドと比べると比較的大柄で、ややがっしりしている。もちろんこの特徴はイノシシと対するために発達したもので、通常のサイトハウンドの体では華奢すぎてイノシシに簡単にやられてしまう危険性が高くなってしまう。ただし、もちろんサイトハウンド犬種のため頭部は小さく視覚が優れ、先細りのマズルと首、脚、胴、尾は長い。耳はローズ耳、尾は細く飾り毛のないサーベル形の垂れ尾。コートは滑らかで非常に短いスムースコートのものと、若干長く硬いワイアーコートの2タイプが存在する。通常はスムースコートで、ワイアーコートのものは珍しい。毛色はホワイト・アンド・ブラックに限られる。大型犬サイズで、性格は忠実で従順、状況判断力に富み、身体能力が高い。運動量は非常に多く、駆け回る際の最高速度は時速70kmにも達するといわれている。